# Leonardus Antonius Maria van Basten Batenburg
Leonardus Antonius Maria van Basten Batenburg (Lichtenvoorde, 13 november 1864 - aldaar, 29 augustus 1949) was een Nederlands politicus.
Hij was gemeentesecretaris van Lichtenvoorde voor hij daar begin 1894 tevens burgemeester werd. Verder was hij Provinciale Statenlid en toen hij in 1914 gekozen werd tot lid van de Gedeputeerde Staten van Gelderland gaf hij zijn burgemeesterschap op. Hij is ook watergraaf geweest. Hij was een broer van Willem Henricus Jacobus Theodorus.